# لوسنیتس
شهر لوسنیتس (به آلمانی: Lößnitz) در ایالت زاکسن در کشور آلمان واقع شده‌است.